# Suat Türker
Suat Türker (Bayburt, Turquía; 10 de marzo de 1976-12 de febrero de 2023) fue un futbolista turco naturalizado alemán que jugó en la posición de delantero.

### Inicios
Comenzó su carrera profesional en 1993 en el VfB Stuttgart II. Más tarde jugó para İstanbulspor, TSF Ditzingen, Bayern Munich II, TSG 1899 Hoffenheim, BSC Young Boys, Borussia Neunkirchen, Kickers Offenbach, SC Freiburg, Kickers Offenbach, SV Wehen Wiesbaden y Kickers Offenbach II respectivamente.

### Muerte
Murió el 12 de febrero de 2023 a la edad de 46 años.

## Equipos
| Periodo   | Club                            | Apariciones | Goles |
| --------- | ------------------------------- | ----------- | ----- |
| 1993–1995 | VfB Stuttgart II                | 36          | 9     |
| 1995–1999 | Istanbulspor                    | 42          | 5     |
| 1999–2001 | TSF Ditzingen                   | 48          | 23    |
| 2001–2002 | FC Bayern Munich II             | 14          | 1     |
| 2002      | TSG 1899 Hoffenheim             | 9           | 4     |
| 2002-2003 | BSC Young Boys                  | 0           | 0     |
| 2002–2003 | → Borussia Neunkirchen (cedido) | 36          | 9     |
| 2003–2008 | Kickers Offenbach               | 147         | 64    |
| 2008–2009 | SC Freiburg                     | 12          | 1     |
| 2009–2010 | Kickers Offenbach               | 27          | 2     |
| 2010–2011 | SV Wehen Wiesbaden              | 13          | 3     |
| 2011–2012 | Kickers Offenbach II            | 14          | 2     |

## Logros
- Regionalliga Süd: 1

2004/05